# John Couch Adams

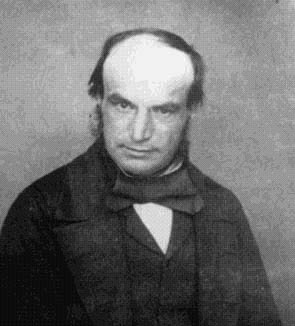
John Couch Adams, etwa 1870

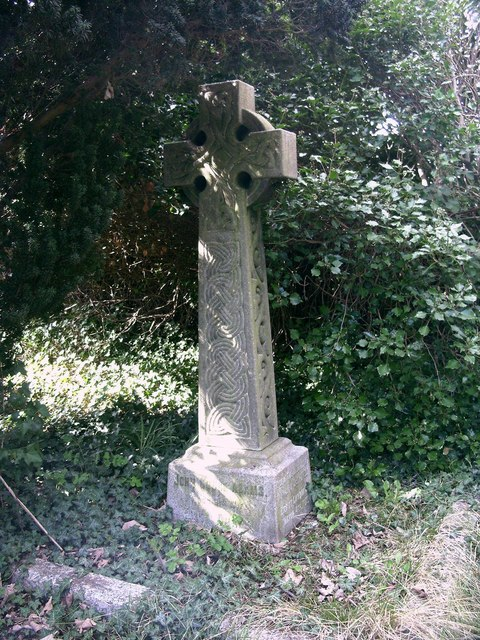
Adams’ Grab

John Couch Adams (* 5. Juni 1819 in Laneast bei Launceston, Cornwall, England; † 20. Januar 1892 in Cambridge) war ein britischer Mathematiker und Astronom. Er gilt als einer der Entdecker des Neptun.

## Leben
Adams stammte aus einer Familie kleiner Landwirte und war der Älteste von sieben Kindern. Er interessierte sich früh für Astronomie, besuchte nach der Dorfschule die Privatschule eines Cousins seiner Mutter in Devonport bei Plymouth, lernte Mathematik und Astronomie aber hauptsächlich im Selbstunterricht. Er unternahm astronomische Berechnungen und Beobachtungen, was er durch Unterricht finanzierte. Nachdem seine Mutter eine kleine Erbschaft machte, konnte er ab 1839 an der Universität Cambridge (St. John’s College) studieren, wo er 1843 seinen Bachelor-Abschluss erhielt, Erster (Senior Wrangler) bei den Tripos-Prüfungen wurde, Fellow seines Colleges wurde und den Smith-Preis gewann. Nach dem regulären Ende seiner Fellowship am St. John’s College 1852 wurde er Fellow des Pembroke College, was er für den Rest seines Lebens blieb.
Er wurde 1858 Regius Professor of Mathematics an der Universität St Andrews in Schottland, kehrte aber kurz darauf nach Cambridge zurück, wo er Lowndean Professor für Astronomie und Geometrie wurde. 1861 wurde er dort auch Direktor der Sternwarte als Nachfolger von James Challis, was er bis zu seinem Tod blieb.
1884 war er britischer Delegierter bei der Meridian-Konferenz in Washington D.C.
1863 heiratete er die aus Dublin stammende Eliza Bruce (1827–1919).

## Werk
Kurz nach seinem Studienabschluss 1843 begann er mit Untersuchungen zu den Unregelmäßigkeiten in der Bewegung des Planeten Uranus. Um 1821 hatte Alexis Bouvard Tafeln für Uranus berechnet, die Beobachtungen zeigten aber erhebliche Abweichungen und schon Bouvard vermutete einen störenden unbekannten Himmelskörper. Adams berechnete die Position des Planeten Neptun aufgrund der ungleichmäßigen Bahn des Uranus, doch seine Berechnungen, die er im Herbst 1845 an den Königlichen Astronomen George Biddell Airy (1801–1892) weitergab wurden zunächst nicht beachtet, wodurch ihm Urbain Le Verrier zuvorkam. Adams hatte die Berechnungen größtenteils auf Heimaturlaub in Cornwall erstellt und sprach bei Airy im Oktober 1845 auf seiner Rückreise nach Cambridge vor, traf ihn aber nicht an. Er hinterließ eine Notiz ohne ausführliche Berechnungen und antwortete aus unbekannten Gründen nicht auf eine briefliche Nachfrage von Airy. Le Verrier hatte fast zeitgleich ähnliche Berechnungen angestellt, präsentierte seine Ergebnisse im November 1845 der Pariser Akademie und hatte sie an den deutschen Astronomen Gottfried Galle (1812–1910) von der Berliner Sternwarte weitergegeben, damit der nach dem neuen Planeten suchte. Nach einer leichten Korrektur um etwa einen Winkelgrad entdeckte dieser dann tatsächlich auch den Planeten Neptun durch sein Teleskop. Die Frage, wer dabei zuerst zu Ergebnissen kam und somit Neptun entdeckte, war damals eine Frage des nationalen Prestiges zwischen England und Frankreich. Nach der Ankündigung von Le Verrier und Lektüre von dessen Veröffentlichung hatte Airy eine eigene Suche der britischen Astronomen angestoßen, die im Juli 1846 begann. Wie sich später herausstellte, hatte der Direktor des Observatoriums in Cambridge, dem Adams auch im September 1845 Mitteilung gemacht hatte (was aber ebenfalls zunächst ohne Folgen blieb), im August 1846 Neptun gesehen, ihn aber nicht als solchen identifiziert, da er keine aktuelle Sternkarte hatte. Adams nahm den einsetzenden Prioritätsstreit damals gelassen und erkannte die Priorität und die Leistung von Le Verrier an. International setzte sich die Ansicht durch, dass beide unabhängig und gleichzeitig ihre Vorhersagen für Neptun getroffen hatten.
Im Jahre 1998 entdeckte Briefe lassen erkennen, dass die Berechnungen Adams’ etwas ungenau waren, so dass die Astronomen in Cambridge wochenlang an den falschen Positionen nach dem Planeten suchten. Adams selbst hatte seine Resultate nie als absolut sicher bezeichnet. Die Unterlagen zu Adams’ Berechnungen wurden anscheinend seit 1850, der Zeit des Prioritätsstreits, verschlossen gehalten. Der Aufsatz über die Störungen des Uranus, den er 1847 als Manuskript drucken ließ, wurde 1851 im Nautical Almanac veröffentlicht.
Bedeutend waren seine 1867 veröffentlichten Berechnungen der Bahn der Leoniden, die er als Ellipse mit einer Umlaufzeit von 33,25 Jahren berechnete (später wurden sie als Reste des Kometen 55P/Tempel-Tuttle identifiziert). Zuvor hatte schon Hubert Anson Newton 1864 eine ungefähre Bahn berechnet. Die Bahnen der Leoniden verändern sich aufgrund von Störungen durch die großen Planeten. Die dadurch verursachte, von Hubert Anson Newton entdeckte Zunahme der Länge des aufsteigenden Knotens war damals ein Forschungsgegenstand führender Astronomen.
Von ihm stammen auch Beiträge zur Himmelsmechanik der Mondbewegung. Insbesondere verbesserte er die Berechnung der säkularen Beschleunigung des Mondes, an der sich von Pierre Simon de Laplace und Giovanni Plana versucht hatten. Die erste Veröffentlichung von Adams erschien 1853 und kam zum Schluss, dass Plana den Wert überschätzt hatte. In der Folge gab es eine Kontroverse, die sich teilweise um die Konvergenz von dabei verwendeten Potenzreihen drehte. Adams selbst wiederholte die Berechnung ohne Potenzreihen und sein Ergebnis wurde auch von John Lubbock bestätigt, so dass sich die Ansicht von Adams durchsetzte (er erhielt dafür 1866 die Goldmedaille der Royal Astronomical Society). Adams fand auch, dass nur rund die Hälfte des Effekts von insgesamt 11 Bogensekunden auf gravitative Störungen zurückzuführen war. Später fand man die Ursache des verbliebenen Anteils in Gezeitenkräften (tidal acceleration). Seine Mondtheorie ergänzte in vielem die von George William Hill, erschien aber auch erst postum.
Das Adams-Bashforth- und Adams-Moulton-Verfahren (siehe Mehrschrittverfahren) ist nach ihm benannt.
Neben seinen astronomischen Berechnungen führte er auch zahlreiche zahlentheoretische Berechnungen durch. So berechnete er beispielsweise die bernoullischen Zahlen bis {\displaystyle B_{62}}, die natürlichen Logarithmen
{\displaystyle \log 2,\log 3,\log 5,\log 7} auf 273 Dezimalstellen
und die Eulersche Konstante auf 261 Dezimalstellen (1877), dieser Rekord konnte erst 1952 durch John William Wrench mit 329 Dezimalstellen unter Verwendung einer elektronischen Rechenmaschine knapp überboten werden. Von ihm stammen auch umfangreiche Rechnungen im Rahmen des Programms der Beobachtung des Erdmagnetfeldes von Carl Friedrich Gauß und er veröffentlichte regelmäßig über die Bestimmung darin vorkommender Konstanten, Genaueres wurde aber erst aus seinem Nachlass veröffentlicht.

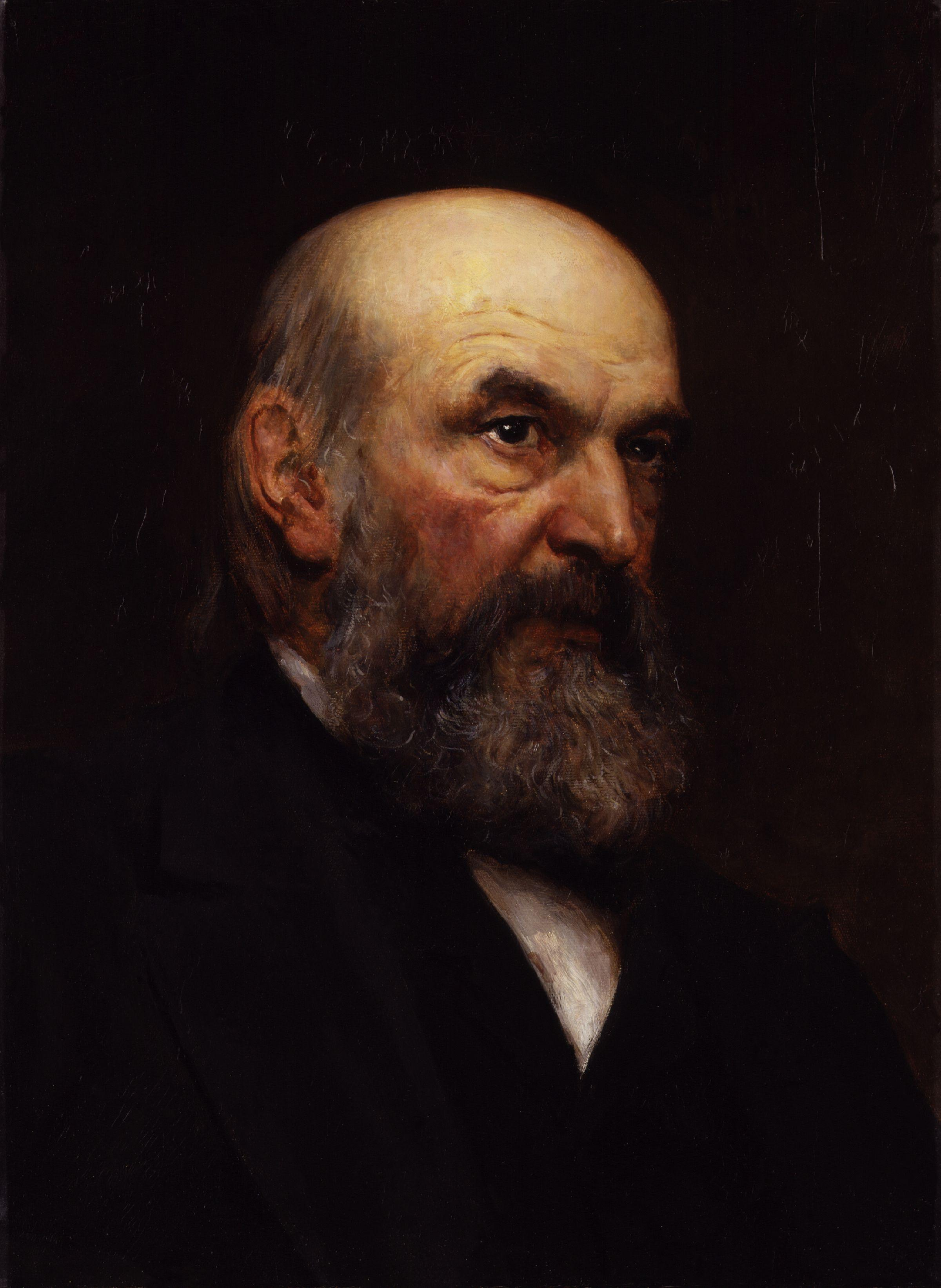
Porträt von Adams von Hubert von Herkomer, um 1888

## Sonstiges
Seine Sammlung von Inkunabeln und frühen Drucken hinterließ er testamentarisch der Cambridge University Library. Ältestes Stück der Sammlung ist ein Druck von Peter Schöffer von Augustins De verae vitae cognitione.
Sein Bruder William Grylls Adams, der Professor für Astronomie am King’s College in London war, gab nachgelassene Schriften von Adams heraus. Seine nachgelassenen Arbeiten übergab seine Witwe dem St. John’s College in Cambridge. Danach kamen sie an das Royal Greenwich Observatory und waren im Zweiten Weltkrieg in das Schloss Herstmonceux evakuiert. Nach dem Krieg wurden sie von Olin J. Eggen gestohlen und erst 1998 wieder zurückerlangt, was neue Forschungen zu Adams auslöste.
Er war ein großer Bewunderer von Isaac Newton und ordnete mit George Gabriel Stokes Newtons wissenschaftlichen Nachlass, als dieser aus dem Besitz des Earl of Portsmouth an die Universität Cambridge kam und 1888 veröffentlichten sie einen Katalog.
Im Lawrence House Museum in Launceston befindet sich eine Büste von Adams. Eine Erinnerungsmedaille ist in Westminster Abbey, er liegt aber in Cambridge (Ascension Parish) begraben.

## Ehrungen und Mitgliedschaften
1847 wurde Adams in die American Academy of Arts and Sciences, 1849 in die Royal Society of Edinburgh und in die Royal Society und 1857 in die Académie des sciences gewählt. Ab 1851 war er Mitglied der Göttinger Akademie der Wissenschaften. 1864 wurde er als ausländisches korrespondierendes Mitglied in die Russische Akademie der Wissenschaften aufgenommen. 1848 erhielt er die Copley Medal der Royal Society. 1866 wurde er mit der Goldmedaille der Royal Astronomical Society ausgezeichnet, 1883 in die National Academy of Sciences aufgenommen.
1847 wurde ihm angeboten, beim Besuch von Queen Victoria in Cambridge geadelt zu werden, er lehnte aber ab. 1849 wurde in Cambridge der Adams Prize gestiftet, der alle zwei Jahre für eine mathematische Arbeit in Cambridge vergeben wird.
1851 bis 1853 und 1874 bis 1876 war er Präsident der Royal Astronomical Society. 1881 wurde ihm der Posten des Königlichen Astronomen angeboten, er lehnte aber ab.
Der Asteroid (1996) Adams ist nach ihm benannt, ebenfalls der Mondkrater Adams. Dieser ist nach ihm sowie den Astronomen Charles Hitchcock Adams und Walter Sydney Adams benannt. Darüber hinaus ist er Namensgeber für den Adams-Nunatak auf der westantarktischen Alexander-I.-Insel.

## Werke
- The Scientific Papers of John Couch Adams, herausgegeben von W. G. Adams, R. A. Sampson (mit Biographie von J. W. L. Glaisher), 2 Bände, London, 1896, 1900 (Band 1 enthält vorher veröffentlichte Arbeiten, Band 2 Manuskripte einschließlich seine Vorlesungen über die Theorie des Mondes, die auch 1900 separat bei Cambridge UP erschienen)
- An Explanation of the observed irregularities in the motion of Uranus, on the hypothesis of disturbances caused by a more distant planet / by J. C. Adams. – London : Clowes, 1846. Digitalisierte Ausgabe der Universitäts- und Landesbibliothek Düsseldorf